# 在英国日本国大使館
在英国日本国大使館（ざいえいこくにほんこくたいしかん、英語: Embassy of Japan in the UK）は、イギリスのロンドン・メイフェアのピカデリーに在する日本大使館で、外務省の特別の機関である。

## 大使館
101-104 Piccadilly London W1J 7JT
Green Park 駅(Jubilee line, Piccadilly line, Victoria line), Hyde Park Corner 駅 (Piccadilly line)
2018年10月1日時点で、在外公館別在留邦人数は、在ロサンゼルス日本国総領事館（9万7209人）、在ニューヨーク日本国総領事館（8万3237人）、在タイ日本国大使館（7万2520人）に次いで第4位（5万7968人）となっている。

## 建物
ロンドンのグリーンパーク向かいのピカデリーにあるヴィクトリア様式の大きな建物を使用しており、グレードIIに指定されている。かつては紳士クラブとして使用され、ロンドンで初めて外装をすべて大理石で覆った建物であった。

## 附属施設
かつては在ロンドン日本国総領事館（英語: Consulate-General of Japan in London）が併設されていたが、2011年12月31日に閉鎖され、大使館が領事業務を引き継ぐ形で総領事館を吸収合併した。

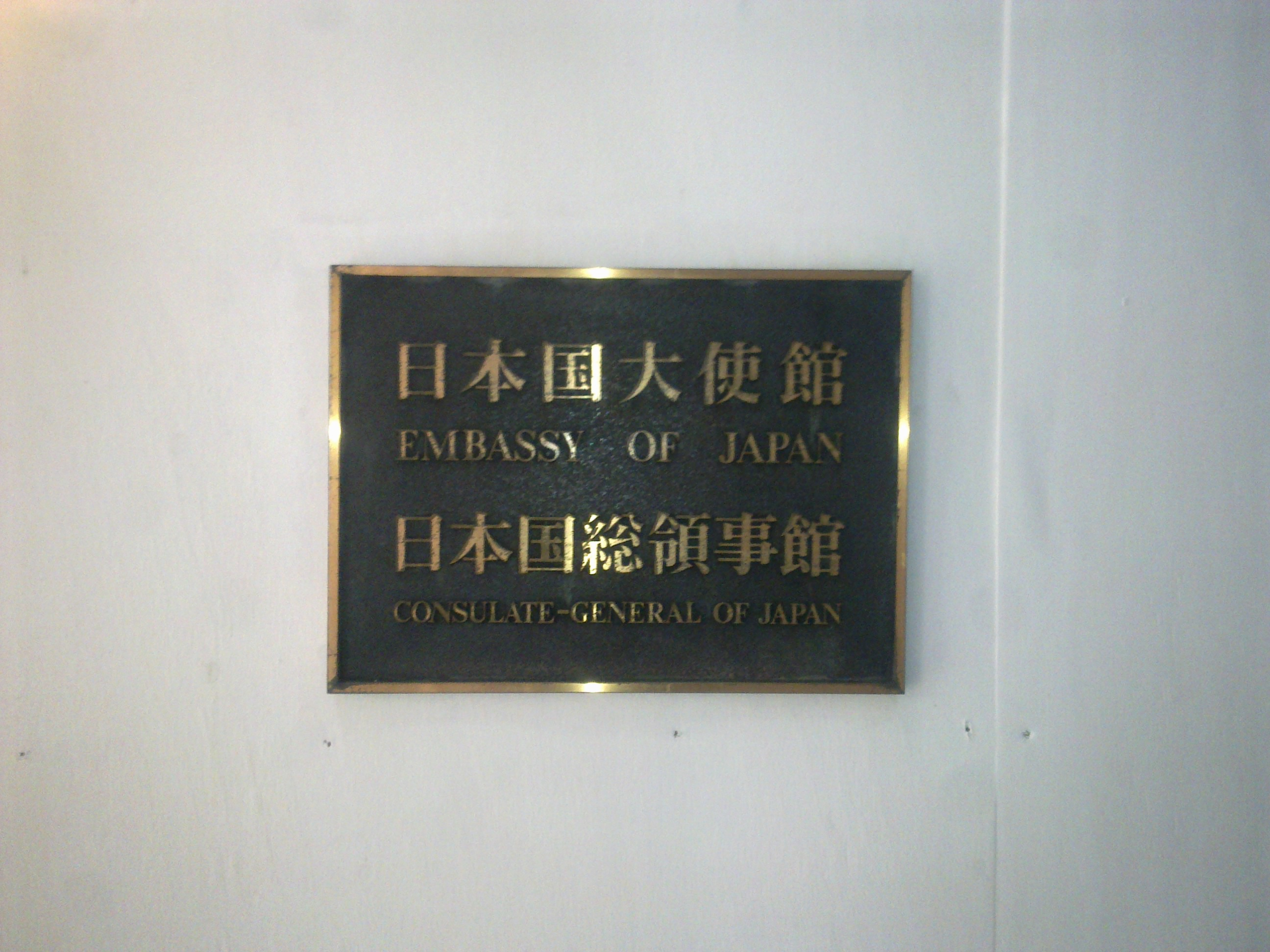
総領事館が併設されていた名残を示す大使館の銘板

イギリスにおける日本への理解促進を目的として、広報文化センター図書館が開設されている。日英史や日本文化に関する書籍約3,800冊、新聞縮刷版、DVDや音楽ソフトなどを備える。図書の館外貸出も実施している。

## 管轄範囲
スコットランド及びイングランド北西、北東部については在エディンバラ総領事館の管轄となる。

## 過去の在勤者
- 青木功 - 厚生労働省職業安定局長、海外職業訓練協会理事長
- 麻生渡 - 特許庁長官、福岡県知事
- 伊吹文明 - 衆議院議員、第74代衆議院議長、第9代財務大臣、第8代文部科学大臣、第66代国家公安委員会委員長、初代防災担当大臣、第64代労働大臣
- 宇都宮太郎 - 大日本帝国陸軍大将
- 大倉真隆 - 財務事務次官、横浜銀行頭取
- 大西証史 - 内閣総務官、内閣人事局人事政策統括官
- 勝田智明 - 厚生労働省東京労働局長
- 加藤寛治 - 大日本帝国海軍大将
- 志度藤雄 - 戦前の在英国日本帝国大使館で料理長を務めた
- 杉村美紀 - 上智大学副学長、日本比較教育学会会長
- 平沢勝栄 - 衆議院議員、第11代復興大臣
- 藤崎一郎 - 駐米大使、上智大学教授、学校法人北鎌倉女子学園理事長
- 田中均 - 外務審議官、日本総合研究所国際戦略研究所理事長
- 松井一實 - 厚生労働省中央労働委員会事務局長、広島市長
- 向大野新治 - 第15代衆議院事務総長、学習院大学特別客員教授
- 村田浩 - 日本原子力研究所理事長
- 柳本柳作 - 大日本帝国海軍少将
- 吉永和生 - 厚生労働省労働基準局長